# Між минулим та майбутнім
«Між минулим та майбутнім» (англ. Before I Go, «Перед тим, як я піду») — американський комедійно-драматичний незалежний фільм 2021 року, знятий його режисером, сценаристом, продюсером та актором Еріком Шеффером. Прем'єра фільму відбулася 20 липня 2021 року як «відео на вимогу» на різних платформах, зокрема iTunes, Vimeo, Amazon, GooglePlay, Vimeo тощо.
Колишня музична зірка Саманта не бачить сенсу свого подальшого життя: завершена кар'єра, хворий батько, що залишив їй в спадок купу турбот, небажання стосунків та випадковий підробіток — все це приводить її у стан депресії. Проте, іронічне ставлення Саманти до себе та до життєвих проблем дозволяє їй знайти мотивацію, нових друзів і навіть домашнього улюбленця дощового черв'яка.
У фільмі знялася солістка інді-поп-гурту SHAED Челсі Лі.

## У ролях
- Аннабелла Шорра — Саманта
- Крейг Бірко — Волт, хлопець на побаченні
- Віллі Гарсон — Френсіс, чоловік із кафе
- Роберт Клейн — Джаспер, батько Саманти
- Кріс Перфетті — Джонсон, власник піцерії
- Моллі Гріггс — розлючена жінка з авто
- Аманда Гакстебл — жінка в кафе
- Ава Джастін — Гаррісон
- Андреа Наведо — мати Гаррісон